# Bohdan Olehovics Melnik
Bohdan Olehovics Melnik (ukránul: Богдан Олегович Мельник; 1997. január 4. –) ukrán labdarúgó, a Kisvárda középpályása.

## Pályafutása

### Klubcsapatokban
A BRV-VIK amatőr klub növendékeként kezdődött a pályafutása. 2009 és 2014 között 89 mérkőzést játszott az Ukrán junior labdarúgó-bajnokságban, és 20 gólt szerzett.
2014 nyarán a Vorszkla Poltava csapatához igazolt. Augusztus 20-án mutatkozott be a Poltava ifjúsági csapatában (U-19) a Metaliszt Harkiv elleni hazai mérkőzésen. Az ifjúsági (U-21) csapatban 2015. október 3-án játszott először a Dinamo Kijev elleni hazai találkozón.
2016. április 30-án a Vorszkla játékosaként debütált az ukrán első osztályban a Karpati Lviv elleni hazai mérkőzésen, amikor a 87. percben Vadym Sapayt váltotta. 2017-ig volt a Vorszkla Poltava labdarúgója.

#### Kisvárda
2017 és 2024 között 7 és fél éven keresztül a Kisvárda csapatát erősítette. 220 tétmeccsen 15 gólt szerzett a csapat színeiben.
A 2017–18-as szezonban az NB II második helyén végeztek, feljutottak az NB I-be. A Kisvárdánál 166 mérkőzésen szerepelt az első osztályban és 9 gólt szerzett. A 2021–22-es idényben a bajnokságban ezüstérmesek lettek.

#### Fehérvár
2024 májusában a Fehérvárhoz igazolt, kettő plusz egy évre írt alá.

#### Újra Kisvárdán
2025. júniusában visszatért korábbi csapatához.

### Az ukrán válogatottban
2012-ben egy mérkőzésen az ukrán U-16-os, 2016-ban pedig két találkozón az U-19-es válogatottban játszott.

## Sikerei, díjai

### Klubcsapatokban
Kisvárda
- NB II ezüstérmes (1): 2017–18
- Magyar labdarúgó-bajnokság ezüstérmes (1): 2021–22